# Eburia decemmaculata
Eburia decemmaculata là một loài bọ cánh cứng trong họ Cerambycidae.